# Nicòcares
Nicòcares (Nicochares, Nikokháres Νικοχάρης) fou un poeta atenenc de la vella comèdia, fill de Filonides (que també va ser un poeta còmic). Era contemporani d'Aristòfanes i probablement encara era viu el 354 aC. Aristòtil esmenta a un Nicòcares com a autor d'un poema anomenat Δηλιάς, però no és segur que fos el mateix personatge.

## Obres[2]
Al Suides s'esmenten les seves comèdies: 
- Ἀμυμώνη Amimone
- Πέλοψ Pèlops
- Γαλάτεια Galatea
- Ἡρακλῆς γαηῶν El casament d'Heracles
- Ἡρακλ?ς χορηγός Hèracles coreg
- Κρῆτες Cretencs
- Λακωνες Laconis
- Λήμνιαι Lemnis (de l'illa de Lemnos)
- Κένταυποι Centaures
- Χειπογάοτορες Geirogàstores (que tenen les mans a l'estómac)